# Grands Crêts
Les Grands Crêts sont un sommet du massif de la Chartreuse, dans les Alpes, culminant à 1 489 m d'altitude. Il surplombe la vallée du Grésivaudan au sud, et au nord le col de l'Émeindras. Il est le prolongement au nord du Saint-Eynard. C'est aussi le point culminant de cet ensemble de crêtes.